# Old Smokey
Old Smokey è un film del 1938 diretto da William Hanna. È un cortometraggio d'animazione della serie The Captain and the Kids, uscito negli Stati Uniti il 3 settembre 1938.

## Trama
Dopo ventidue anni, il Capitano manda in pensione l'anziano cavallo Smokey e la sua autopompa antincendio per sostituirli con una nuova di zecca. Subito dopo riceve una chiamata della Tordella che lo informa che la loro casa sta andando a fuoco. Il Capitano arriva con la nuova autopompa, ma è incapace di usarla e rimane sospeso a parecchi metri di altezza sulla scala priva della maggior parte dei pioli. Fortunatamente, Smokey e l'Ispettore stanno arrancando nelle vicinanze; Smokey odora il fumo, che lo mette in azione. Arrivati alla casa, l'Ispettore usa la vecchia autopompa per spegnere l'incendio in un baleno e quindi insieme a Smokey salva la Tordella. Il Capitano invece cade sulla nuova autopompa, distruggendola. L'esperienza tuttavia lo convince a rimettere in servizio Smokey.

## Distribuzione

### Edizioni home video
Il corto è incluso come extra (in inglese sottotitolato) nella prima edizione DVD-Video di Un giorno alle corse, distribuita dalla Warner Home Video in America del Nord il 4 aprile 2004 e in Italia il 21 settembre.